# Dudul Dordże
Dudul Dordże (tyb. བདུད་འདུལ་རྡོ་རྗེ་, wylie: bDud 'dul rdo rje, pol.: Wadżra Zwyciężająca Demony ur. 1733 zm. 1797), trzynasty Karmapa.
Urodził się w miejscowości Czampa Drongsar w roku Wodnego Wołu. W wieku sześciu lat został rozpoznany przez Situpę i przewieziony do klasztoru Tsurphu. Jego intronizacja została opóźniona przez konieczność uzyskania aprobaty VII Dalajlamy. 
Otrzymał pełny przekaz szkoły Kagyu od Tai Situpy. Po śmierci IX Szamarpy wraz z Situpą i Kato Rigdzinem Cełangiem Norbu uznał za jego kolejną inkarnację Paldena Jesze, brata IV Panczenlamy. Wybór ten nie został uznany przez VII Dzialtsaba Rinpocze i mnichów z jednego z głównych klasztorów Szamarpy. Spór zakończył się przed sądem, przyznaniem racji Karmapie.
Znany z odkrycia wielu term.
Zmarł w roku Ognistej Małpy.